# Tommaso Maria Ghilini
Tommaso Maria Ghilini (Alessandria della Paglia, 5 de agosto de 1718 - Turim, 3 de abril de 1787) foi um cardeal do século XVIII e XIX

## Nascimento
Nasceu em Alessandria della Paglia em 5 de agosto de 1718, Piemonte. De família decurional (senado municipal). O mais novo dos seis filhos de Tommaso Ghilini, marquês de Sezzè e Gamalerio, e de Francesca Botta-Adorno, nobre de Pavia. Os outros irmãos eram Gianambrogio, Angela, Vittorio Amedeo, Isabella e Marianna (abadessa do mosteiro da Annunziata ).

## Educação
Estudos iniciais no Collegio Clementino , Roma; depois, estudou na Universidade de Turim, onde obteve o doutorado em utroque iure , tanto em direito canônico quanto em direito civil, em 8 de junho de 1740; e mais tarde, a partir de 1745, na Pontifícia Academia dos Nobres Eclesiásticos, onde estudou diplomacia.

## Juventude
Em 1724, foi atribuído à Ordem Militar de São João de Jerusalém. Entrou voluntariamente no estado eclesiástico e recebeu a tonsura eclesiástica em 3 de julho de 1727. Assim como seu pai, frequentou, como gentiluomo di camera, a corte do rei Vittorio Amedeo II de Sabóia e do seu sucessor, o rei Carlo Emanuele III, ao mesmo tempo que frequentava a Universidade de Torino. Recebeu benefícios eclesiásticos em S. Pietro, em Acqui, em 1743; e mais tarde, em S. Marziano, em Tortona; e S. Giovanni del Cappuccio, em Alexandria. Foi para Roma e depois de dois anos exercendo a advocacia, ingressou na prelatura. Nomeado referendário dos Tribunais da Assinatura Apostólica de Justiça e de Graça em 8 de junho de 1747. Governador da cidade de Todi, 8 de julho de 1748 até 1751. Governador da cidade de Oriveto, 30 de junho de 1751 até 1753. Relator de a SC do Bom Governo, dezembro de 1753. Relator da Sagrada Consulta , maio de 1754. Recebeu o diaconado em 22 de dezembro de 1759.

## Sacerdócio
Ordenado em 22 de março de 1760.

## Episcopado
Eleito arcebispo titular de Roda em 18 de julho de 1763. Consagrado em 24 de julho de 1763, em Roma, pelo Papa Clemente XIII. Núncio nos Países Baixos Austríacos, 30 de julho de 1763 a 20 de setembro de 1775 (1) . A nunciatura tinha competência sobre as missões na Holanda, Inglaterra, Irlanda e Escócia. Assumiu o cargo em 26 de outubro de 1763. Abade comendador de S. Pietro di Molo, Tortona, março de 1774; e de S. Giovanni del Capuccio, Alexandria, maio de 1775. Chamado de volta a Roma pelo Papa Pio VI, que o nomeou secretário da Sagrada Consulta , novembro de 1775; ocupou o cargo até 1778, quando foi promovido ao cardinalato.

## Cardinalato
Criado cardeal sacerdote no consistório de 1º de junho de 1778; recebeu o chapéu vermelho em 4 de junho de 1778; e o título de S. Calisto, 20 de julho de 1778. Atribuído ao SS.CC. de Propaganda Fide, Bispos e Regulares, Consistoriais e Indulgências e Relíquias Sagradas. Protetor da nação maronita, dezembro de 1779; bem como de numerosas cidades, comunidades, arquiconfraternidades e mosteiros em Roma e nos Estados Pontifícios, como Todi, Bagnaia, Gualdo Tadino e Spoleto. Visitante apostólico do mosteiro de SS. Concezione em Campo Marzo , Roma; e da Arquiconfraria de Ss. Qurico e Giulitta, Roma. Optou pelo título de S. Maria sopra Minerva, em 17 de fevereiro de 1783. Abade commendatariode S. Maria di Fornelli, Alba, janeiro de 1786. Preparou seu testamento em Turim em janeiro de 1787.

## Morte
Morreu em Turim em 3 de abril de 1787, repentinamente, de apoplexia, no convento da Ordem dos Frades Menores Conventuais, em Turim, que escolhera como residência, enquanto se preparava para ir para Alexandria. Exposto e enterrado (nenhuma informação encontrada).